# Ştefan Foriş
Ştefan Foriş, né Fóris István le 9 mai 1892 à Tărlungeni et mort en 1946 à Bucarest, est un homme politique roumain d'origine csángós. Il est le dirigeant et secrétaire général du Parti communiste roumain pendant la Seconde Guerre Mondiale dans le Royaume de Roumanie, où il a conduit avec sa future épouse, Victoria Sârbu, et Remus Kofler[pas clair].
Foriş est accusé en avril 1944 de collaboration avec le régime de Ion Antonescu. En 1946, il est assassiné par ses rivaux communistes.

## Biographie

### Les débuts de la vie
Foriș est né à Tatrang, en Transylvanie, dans le comté de Brassó, qui faisait partie de l'Autriche-Hongrie (Transleithanie) à l'époque - aujourd'hui Tărlungeni, dans le comté de Brașov,,,. Comme le rapporte l'historienne Hilda Hencz, son origine ethnique n'était pas seulement hongroise, mais aussi spécifiquement csángó, d'une branche qui s'était installée dans le Burzenland. Une autre historienne, Cristina Diac, souligne les origines de Foriș dans la région des « Sept Villages », « dont les habitants étaient souvent trilingues ». Outre sa langue maternelle, le hongrois, Foriș parlait le roumain, l'allemand et le français, talents qui lui ont permis de travailler comme journaliste.
Il a vécu en même temps qu'un autre Tatrang Csángó, qui partageait son nom et son prénom, et qui a été reconnu à titre posthume comme poète folklorique hongrois, bien qu'il reste moins connu que son homonyme politique. Une autre coïncidence a mis Foriș le communiste, et sa famille, en contact avec les parents de Violeta Andrei, plus tard célèbre en tant qu'actrice de cinéma et épouse du potentat du PCR Ștefan Andrei.